# لینکس اوراسیایی
وشق اوراسیایی، (نام علمی: Lynx lynx) نوعی گربه‌سان بومی اروپا، سیبری و بخش‌هایی دیگر از آسیا مانند آسیای میانه، ایران و هیمالیا است که بزرگ‌ترین گونه در میان وَشَق‌ها به‌شمار می‌رود. بر پایهٔ مطالعات عمومی وشق اوراسیایی ۵۰٪ یک گونه هم نیز محسوب می‌شود.

## ویژگی‌های ریخت‌شناسی
طول بدن وَشَق اورآسیا بین ۸۰ تا ۱۳۰ سانتیمتر، طول دم آن بین ۵ تا ۱۹ سانتیمتر و ارتفاع قامت آن از شانه به حدود ۷۰ سانتیمتر می‌رسد. نرها ۲۰ تا ۴۰ کیلوگرم و ماده‌ها ۱۰‌ تا ۳۰ کیلوگرم وزن دارند. بزرگ‌ترین وشق‌ها در سیبری زندگی می‌کنند و حتی وشق های ۵۰ کیلوگرمی هم در آنجا گزارش شده‌است. رنگ آن نیز بین قهوه‌ای و خاکستری روشن به همراه خال‌های سیاه روی بدن است. گوش‌های مشکی بلند و کاکل‌دار و دو رشته ریش سیاه‌رنگ نیز در زیر گلو ویژگی دیگر این جانور هستند. پنجه‌های پوست‌کلفتی نیز دارد که مانند کفش زمستانی در هنگام راه‌رفتن روی برف یاری‌اش می‌کنند.

## زیرگونه‌ها
| زیرگونه                                                          | پراکندگی | نگاره |
| ---------------------------------------------------------------- | --- | ----- |
| Northern lynx (L. l. lynx) (Linnaeus, 1758)                      | Fennoscandia, کشورهای بالتیک، لهستان، بلاروس، روسیه اروپایی، کوه‌های اورال، سیبری غربی از شرق تا Yenisei river. |       |
| Turkestan lynx (L. l. isabellinus) Blyth, 1847                   | گسترده از از غرب از آسیای میانه، از جنوب آسیا تا چین و مغولستان.                                               |       |
| سیاه‌گوش قفقازی (L. l. dinniki) Satunin, 1915                     | قفقاز، ایران، ترکیه، و روسیه اروپایی.                                                                          |       |
| سیاه‌گوش سیبری (L. l. wrangeli) Ognew, 1928                       | روسیه خاور دور، در دامنه استانووی شرق رودخانه ینیسئی.                                                          |       |
| Balkan lynx (L. l. balcanicus) Bures, 1941                       | شرق صربستان و غرب ماسدونیای شمالی، با جمعیت‌های کوچکتر مونته‌نگرو و آلبانی.                                      |       |
| Carpathian lynx (L. l. carpathicus) Kratochvil & Stollmann, 1963 | حوزه کارپاتین از رومانی، اسلواکی، مجارستان، اوکراین و بلغارستان.                                               |       |

## تولیدمثل
وَشَق‌های اورآسیا، چند همسر هستند و در هر زایمان ۱ تا ۴ فرزند به‌دنیا می‌آورند. فصل تولد توله‌ها از اوایل زمستان و تا اواسط بهار است. چشم بچه‌ها پس از ۱۰ تا ۱۷ روز باز می‌شود، بین ۲۵ تا ۲۸ روز پس از تولد قادر به راه رفتن هستند. تا شش ماهگی شیر می‌خورند و تا حدود ۱ سالگی به مادر وابسته‌اند. در دو یا سه سالگی بالغ می‌شوند و عمر آنها در اسارت تا ۲۱ سال گزارش شده‌است.

## رفتار

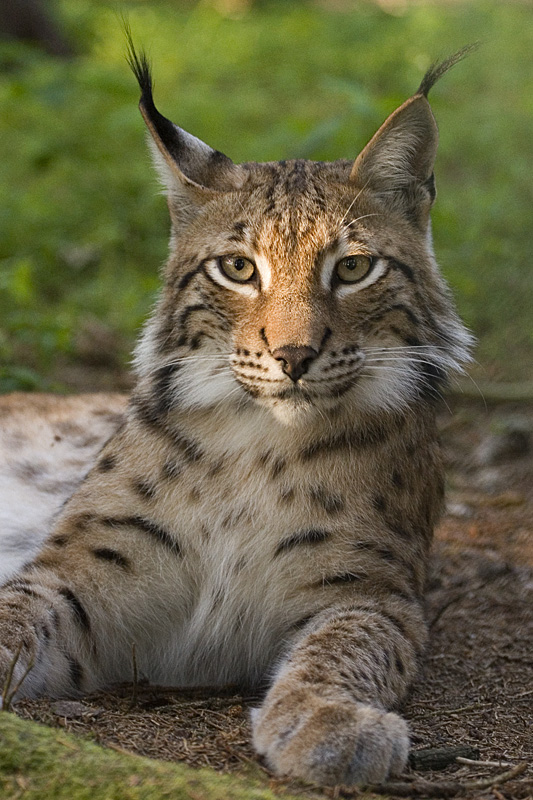
طرهٔ سیاه روی گوش مشخصه وشق است.

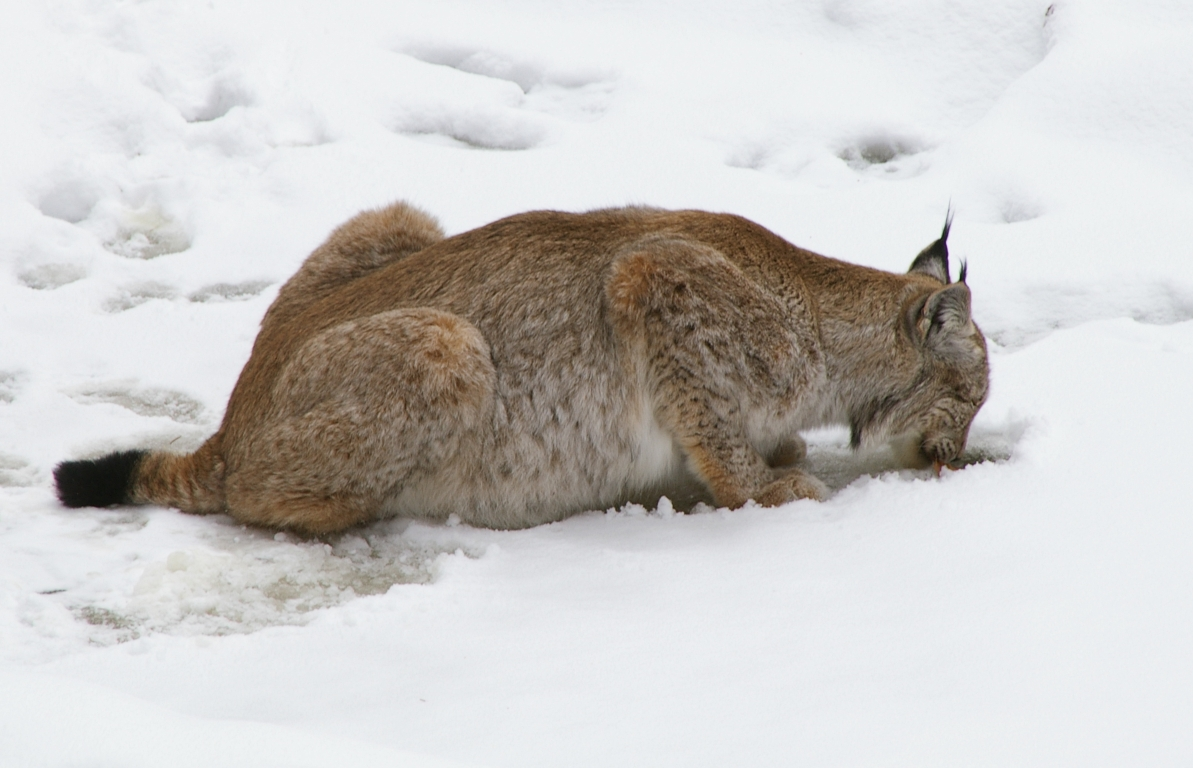
وَشَقی در حال آب خوردن، پارک ملی باواریا، آلمان

وَشَق‌ها بیشتر در هوای گرگ و میش هنگام طلوع و غروب خورشید فعالند. جانوران قلمروطلبی هستند. تراکم جمعیتی آن‌ها وابسته به تعداد شکارهای موجود در منطقه است و در بهترین حالت به ۴۶ قلاده در ۲۵۰ کیلومتر مربع می‌رسد.
وشق‌های اوراسیا، توانایی تولید صداهای متنوعی را دارند. آنها مثل گربه‌های اهلی میو می‌کنند، خرخر می‌کنند و صداهای چهچهه مانندی برای شکاری که دور از دسترس ایشان ایجاد می‌کنند اما به‌طور کلی جانوران ساکتی هستند و تنها در فصل جفتگیری پرسروصدا می‌شوند. خاموشی و پنهان‌کاری این جانور باعث می‌شود تا به ندرت مشاهده شوند و تشخیص حضور آنها در بسیاری از مناطق ممکن نباشد.
این جانور مثل گربه‌سانان دیگر قلمروطلب است و منطقه‌ای به وسعت ۲۰ تا ۴۵۰ کیلومتر مربع را به عنوان شکارگاه اختصاصی خود تعیین می‌کند که اندازهٔ آن بستگی به وفور شکار دارد. آنها به‌طور مرتب قلمرو خود را گشت‌زنی می‌کنند و ممکن است در یک شب تا ۲۰ کیلومتر راه بروند. ماده‌ها قلمروهای بسیار کوچکتری از نرها دارند اما آن را قلمرو انحصاری خود قرار می‌دهند، در حالی‌که قلمرو نرها ممکن است با یکدیگر همپوشانی پیدا کند.

## طعمه

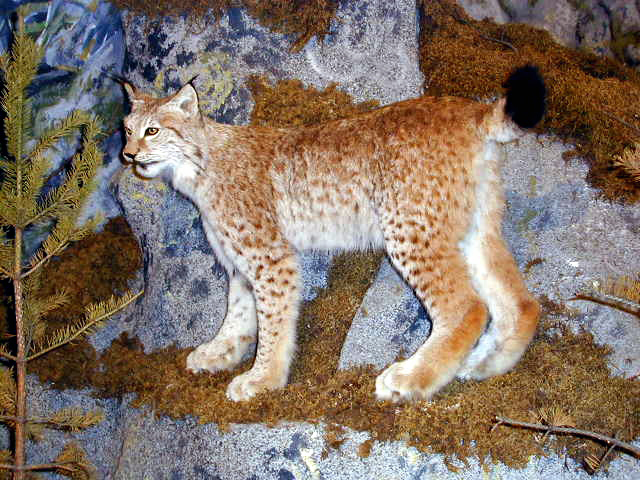
وَشَقی از زیرگونه بومی اسکاندیناوی

خرگوش، انواع سم‌داران همچون شوکا، مرال، گوزن دم‌سفید، گوزن شمالی، گوزن موس، گوسفند وحشی، بز کوهی اروپایی، گراز، انواع جوندگان مثل سنجاب، مارموت، موش زمستان‌خواب، روباه سرخ و راسوسانان (همچون سمور) از جمله جانورانی هستند که شکار آنها توسط وَشَق دیده شده‌است. آن‌ها توانایی شکار علفخوارانی تا ۴ برابر اندازهٔ خود (مانند گوزن شمالی و گوزن موس) را دارند.
وَشَق اوراسیا تنها گونهٔ وَشَق است که بیشتر غذای آن از شکار سم‌داران تأمین می‌شود، هرچند در مناطقی که سم‌داران جمعیت کمتری دارند بیشتر به شکار جانوران کوچکتر می‌پردازد. شکار جانوران بزرگ برای وشق‌ها ریسک بالایی دارد اما غذای قابل توجهی که از این راه نصیب آن می‌شود، در بیشتر زمانها به این ریسک می‌ارزد به ویژه در زمستان که جانوران کوچک کمیاب هستند.
اندازهٔ سم‌دارانی که شکار وَشَق می‌شوند از گوزن ختن ۱۵ کیلویی تا مرال‌های ۲۲۰ کیلویی متغیر است، البته ترجیح غذایی او گونه‌های کوچک‌تر است. در مناطقی که جمعیت شوکا مناسب باشد این گوزن کوچک طعمهٔ مورد علاقه وشق است و حتی در مناطقی که گوزن‌های بزرگتر حضور دارند هم حجم بالایی از غذای این جانور را گوشت گوزن تشکیل می‌دهند. در فنلاند گوزن دم‌سفید، در بخش‌هایی از لهستان و اتریش مرال و در سوئیس بز کوهی اروپایی طعمه‌های محبوب این گربه‌سان هستند. وشق‌های بالغ بایستی روزانه یک تا دو کیلوگرم گوشت بخورند و طعمه‌های بزرگ را در طول چندین روز مصرف می‌کنند.
در روسیه اروپایی و غرب سیبری که شوکا زندگی نمی‌کند، خرگوش صحرایی و سیاه‌خروس از شکارهای اصلی این جانور است. خرگوش‌ها و پرندگان در آسیای میانه هم که محیط خشک‌تر و کمتر جنگلی دارد از طعمه‌های مهم وَشَق به‌شمار می‌روند.
روش اصلی آنها برای شکار تعقیب یواشکی و دزدکی و سپس پریدن به روی طعمه در فرصت مناسب است. اگر شرایط مناسب باشد از تکنیک کمین هم استفاده می‌کند. در هوای برفی زمستان اجرای هر دو این روش‌ها دشوار می‌شود و به همین جهت آنها ناچارند به دنبال طعمه‌های بزرگ باشند که روزهای زیادی آنها را سیر نگه دارد. آنها از حس بینایی و شنوایی خود برای شکار استفاده می‌کنند و خیلی از زمانها به روی صخره‌های بلند یا درخت‌ها می‌روند تا محیط پیرامونی خود را زیر نظر بگیرند.
گرگ و ولورین مهم‌ترین دشمنان و رقیبان وشق هستند. در جنگل‌های روسیه گرگ‌ها به وشق حمله کرده و آنها را می‌خورند. به همین جهت در مناطقی که گرگ‌ها حضور دارند جمعیت وشق‌ها کاهش پیدا می‌کند؛ و حضور گرگ‌ها باعث می‌شود وشق‌ها به سراغ طعمه‌های کوچکتر بروند. ولورین سرسخت‌ترین رقیب برای شکارهای وشق‌هاست که با جسارت و درندگی خود معمولاً موفق می‌شود طعمه آنها را تصاحب کند. ببرهای سیبری هم ممکن است وشق‌ها را بخورند چنان‌که محتویات معده یک ببر این را نشان داده‌است. شکارچیانی چون روباه قرمز، عقاب طلایی، شاه‌بوف، گراز و پلنگ هم از رقبای غذایی وشق هستند.

## وضعیت کنونی

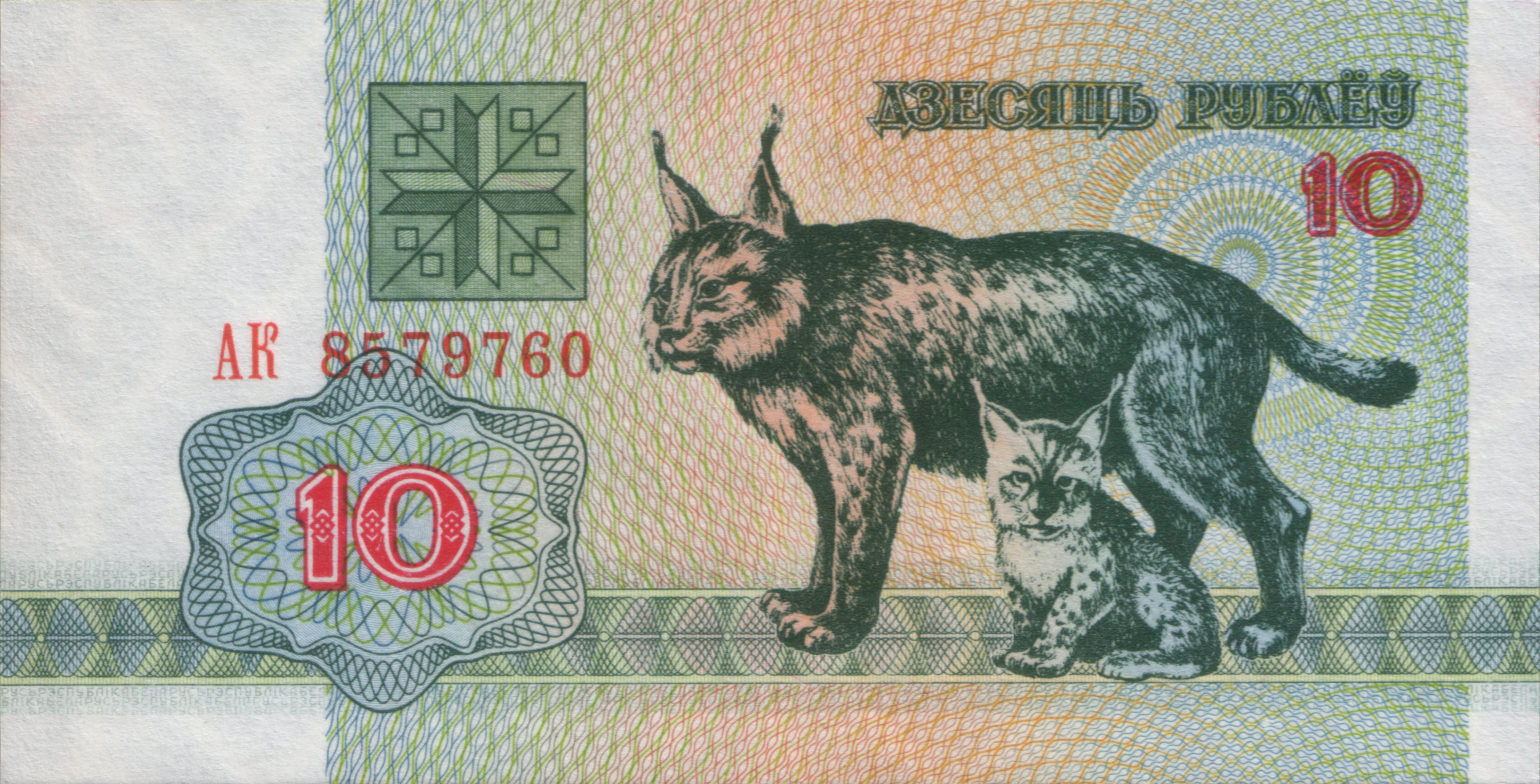
تصویر وَشَق اوراسیایی بر روی اسکناس ده روبلی در بلاروس، چاپ ۱۹۹۲

شکار بیش از اندازه، نابودی زیستگاه و کمبود غذا از مهم‌ترین خطرات پیش روی این جانور است. هرچند با توجه به گستردگی قلمرو و جمعیت مناسب در شرق روسیه در فهرست سرخ اتحادیه بین‌المللی حفاظت از محیط زیست قرار ندارند اما در بسیاری از مناطق با خطر انقراض محلی روبرو هستند.
این حیوان روزگاری در اروپا بسیار فراوان بود اما در میانه‌های قرن نوزدهم در اکثر نواحی اروپای غربی و مرکزی نسل آنان از بین رفت. اما در چند دهه اخیر تلاش‌هایی برای احیای نسل این جانور در چندین کشور اروپایی مانند سوئیس، اسلوونی، ایتالیا، جمهوری چک، اتریش، آلمان و فرانسه انجام شده‌است. در گذشته تصور می‌شد این جانور ده هزار سال پیش در بریتانیا منقرض شده باشد اما مطالعه کربن ۱۴ قدمت یک استخوان وشق کشف‌شده در بریتانیا را بین ۸۰ تا ۴۲۵ قبل از میلاد نشان داده‌است.
بیشترین جمعیت این گونه در جنوب سیبری در شرق روسیه از رشته‌کوه اورال تا سواحل اقیانوس آرام سکونت دارد. جمعیت این گونه در روسیه ۳۰ تا ۳۵ هزار قلاده (۲۰۰۳) برآورد می‌شود. هرچند بخش بزرگی از زیستگاه این جانور در چین قرار دارد ولی اطلاعات چندانی از وضعیت این گونه در چین در دست نیست و مقامات چینی جمعیت آن را رو به کاهش اعلام می‌کنند. حضور این جانور در مغولستان داخلی چین قطعی نیست اما در کشور مغولستان جمعیت آن حدود ۱۰ هزار برآورد شده‌است.
جمعیت وَشَق در اروپا (به‌جز روسیه) حدود ۸ هزار قلاده برآورد می‌شود. وَشَق‌های مرکز و جنوب اروپا در گروه‌های کوچک و جدا اُفتاده از یکدیگر به‌سر می‌برند. اما گروه‌های ساکن فینواسکاندیا (سوئد، نروژ و فنلاند) و کشورهای حوزه دریای بالتیک بزرگترند. در کل ۱۰ زیرجمعیت از وَشَق در اروپا حضور دارند.
در آسیا این جانور در نواحی کوهستانی ایران، ترکیه، قفقاز جنوبی، ارمنستان، ترکستان جنوبی و آسیای میانه هم زندگی می‌کند.
در ایران در نواحی جنگلی و بیشه‌ای و همچنین در کوهستان‌های باز و صخره‌ای دیده می‌شود. پراکندگی آن از آذربایجان شروع می‌شود و در امتداد رشته‌کوه البرز ادامه یافته تا نواحی زنجان، قزوین، اردبیل در کنزق، نزدیکی تهران و جنوب گرگان ادامه می‌یابد. در سال ۱۳۸۸ در پارک ملی تندوره در خراسان رضوی هم دیده شد که شرقی‌ترین مرز پراکندگی این گونه در ایران است.

## ارتباط با انسان

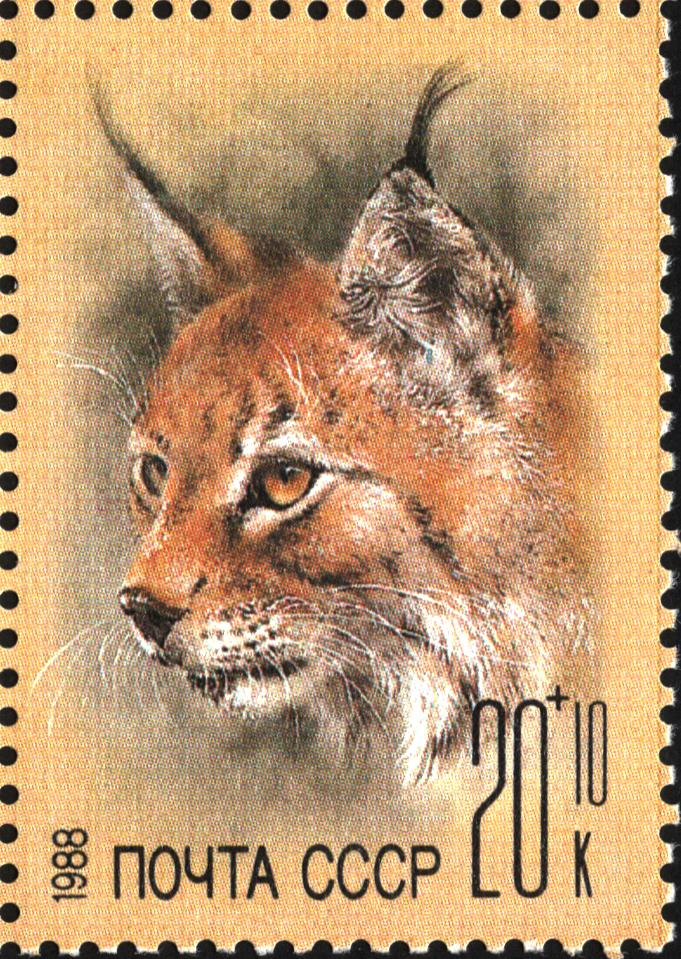
تمبری در شوروی با تصویر وَشَق، چاپ ۱۹۸۸

وَشَق بسیار زود اهلی می‌شود و از همین رو در گذشته به شکل جانوری دست‌آموز و کمکی برای شکار نگهداری می‌شد. حتی هنوز هم در برخی روستاها وَشَق در خانه‌ها نگهداری می‌کنند. این جانور در کنار انسان همچون گربه خانگی بسیار بازیگوش است و در صورت داشتن جفت در اسارت هم زادآوری می‌کند.